# Prope
Prope Ltd. est un studio de développement japonais de jeux vidéo fondé en 2006 par Yuji Naka.

## Historique
Dans le cadre du « programme de soutien aux créateurs de jeux indépendants » de Sega, Yuji Naka quitte Sonic Team pour fonder son propre studio. Dix membres de chez Sonic Team se joignent à lui au sein de Prope, avec un capital de départ de 10 millions de yen, dont 10% proviennent de Sega en échange du droit de première option de refus pour l'édition de jeux développés par Prope, malgré le fait que si Sega rejette un titre produit par le nouveau studio, Naka serait alors libre d'approcher d'autres éditeurs.
Prope est fondé le 23 mai 2006 et commence ses activités le 1er juin 2006.

## Jeux développés
Auparavant, le studio a toujours été régulièrement lié à une suite de Nights into Dreams, cependant Nights: Journey of Dreams a finalement été développé par Sega Studio USA. Naka a affirmé dans une interview qu'il n'a alors pas l'intention de revenir sur l'une de ses anciennes franchise Sega.
Les deux premiers titres de Prope, le jeu de rythme Let's Tap sur Wii, et le jeu sur WiiWare, Let's Catch, sont tous les deux sortis en décembre 2008. Ils sont édités par Sega.
Après une série de jeux simplistes sur iOS, tels 10 Count Boxer et Fluffy Bear, sous le label « iPrope », Prope développe un jeu avec un peu plus d'ampleur : Ivy the Kiwi?, sorti en novembre 2009 exclusivement sur Windows Phone, il est édité par Microsoft. En avril 2009, il est porté sur WiiWare et DSiWare, édité par Namco Bandai au Japon, Xseed Games en Amérique du Nord et Rising Star Games en Europe. En tant que société mère de Prope, Sega refuse d'éditer le jeu et Namco Bandai décide de ne pas l'éditer en dehors de l'Asie.

### iOS et Android
Édités respectivement sous les labels « iPrope » et « aPrope ».
- Let's Tap (2009)
- 10 Count Boxer (2009)
- Fluffy Bear (2009)
- Just Half (2010)
- PD -prope discoverer- (2011)
- Real Ski Jump HD
- Get The Time (2011)
- Past Camera (2011, application photo)
- Power of Coin (2011)
- Nine Dungeon (2011)
- Real Animals HD] (2011)
- Flick Pig (2011)
- Real SkiJump Battle (2012)
- Ivy the Kiwi? (2012)
- Buddy Monster (2012)
- Real Whales (2013)
- E-Anbai Just Right] (2014)
- Samurai Santaro (2014)

### Nintendo DS
- Ivy the Kiwi? (2010)

### Nintendo 3DS
- Monster Manor (2013)
- Rodea the Sky Soldier (2015)

### PlayStation 3
- Digimon All-Star Rumble (2014)

### PlayStation Portable
- Digimon Adventure (2013)

### Wii
- Let's Catch (2008)
- Let's Tap (2008)
- Ivy the Kiwi? (2010)
- Fishing Resort (2011)
- Rodea the Sky Soldier (2015)

### Wii U
- Rodea the Sky Soldier (2015)

### Windows Mobile
- Ivy the Kiwi? (2009)

### Xbox 360
- Digimon All-Star Rumble (2014)